# Hydratace
Hydratace je proces, při kterém dochází k navázání vody na látku. V každé z přírodních věd, jako je organická chemie, anorganická chemie, geologie, biologie nebo medicína, má trochu jiný význam.

## Chemická a fyzikální hydratace
Obecně lze hydrataci rozdělit na proces chemický nebo fyzikální:
- Hydratace jako chemický proces znamená hydratační reakci, při které se látka slučuje s vodou za vzniku jiné sloučeniny.
- Hydratace jako fyzikální proces znamená, že při navázání vody na sloučeninu nedojde ke změně jejího chemického složení.

## Hydratace v přírodních vědách
Různý význam pojmu hydratace v přírodních vědách:
- V chemii znamená hydratace chemickou reakci, při které dochází ke slučování látky s vodou za vzniku jiné sloučeniny. V organické chemii se za hydrataci označuje elektrofilní adiční reakce, při které se voda váže na dvojnou vazbu v uhlovodíkových řetězcích. Voda se přidává do nenasyceného substrátu, kterým je obvykle alken nebo alkyn. Tento typ reakce se průmyslově používá k výrobě ethanolu, isopropanolu a butan-2-olu. V anorganické chemii je průmyslově používaná hydratace především ve stavebnictví při hydrataci cementu, přesněji hydrataci cementových zrn po smíchání s vodou.
- Ve fyzice nebo geologii znamená termín hydratace fyzikální reakci, při které dochází k navázání vody na sloučeninu beze změny jejího chemického složení. Například přidání vody do iontové sloučeniny nebo do krystalické mřížky (krystalická voda).
- V biologii popisuje hydratace (zavodnění) bilanci tekutin v organismu. Voda je zcela nezbytná pro správné fungování organismů a její nedostatek (dehydratace) vyvolává celou řadu zdravotních problémů. V organismech se voda například navazuje na mikroskopické částice bílkovin nebo polysacharidů.
- V botanice znamená hydratace nasycení nebo bobtnání, kterého využívají rostliny při příjmu vody pro svůj růst nebo při klíčení.

## Princip hydratace

Hydratace sodného iontu za vzniku hydrátové koule

Princip hydratace spočívá v navázání molekul vody na ionty nebo molekuly sloučeniny. Toto navázání vody se liší podle typu látky:
- Navázání vody na rozpuštěné ionty, kdy se vytvoří tak zvaná hydrátová skořápka (nebo také hydrátová koule).
- Navázání vody na polární nebo neutrální molekuly, kdy často dochází k vytvoření vodíkových můstků.
- Navázání vody na pevné látky (minerály) jako krystalické vody. Při tom často dochází ke tvorbě hydrátů.

## Technický význam hydratace
Hydratace má velký technický význam především ve stavebnictví. Jsou na ní založeny například tyto reakce:
- hydratace oxidu vápenatého (pálené vápno)
- hydratace cementu na hydroxid vápenatý (hašené vápno)
- hydratace oxidu hořečnatého (pálená magnézie)
- vznik hydrátů křemičitanu vápenatého

## Hydratace organismu
Velký význam má hydratace v medicíně, neboť všechny biochemické procesy v lidském organismu probíhají ve vodném prostředí. Lidské tělo dospělého člověka je tvořeno vodou přibližně ze 70 % a bez přísunu vody přežije jenom několik dnů.
Rovnováha mezi příjmem a výdejem vody organizmu je jednou z podmínek zdraví. Ztráta této schopnosti ohrožuje nejenom fungování organismu, ale následně způsobuje i smrt. Postižení ledvin, hormonální poruchy nebo rozsáhlé popáleniny mohou zapříčinit rozvrat této rovnováhy. Organismus začne vykazovat známky dehydratace, která se může projevovat jako únava, nevolnost nebo bolesti hlavy.